# Ghebala
Ghebala (em árabe: غبالة) é uma cidade e comuna localizada na província de Jijel, Argélia. Segundo o censo de 2008, a população total da cidade era de 5 236 habitantes.